# Schonchin Butte Fire Lookout
Le Schonchin Butte Fire Lookout est une tour de guet du comté de Siskiyou, en Californie, dans l'ouest des États-Unis. Protégé au sein du Lava Beds National Monument, il est situé sur la Schonchin Butte. Il est inscrit au Registre national des lieux historiques depuis le 5 septembre 2017.
La tour conserve son Osborne Fire Finder, un type d'alidade permettant de mesurer la position des feux de forêts.